# Lihue
Lihue er en amerikansk by i staten Hawaii, i Kauai County. I 2000 havde byen et indbyggertal på 5.674.

## Ekstern henvisning
- Lihues hjemmeside (engelsk)

21°58′29″N 159°21′56″V / 21.97472°N 159.36556°V